# Speichercontroller
Der Speicherkontroller (auch Memory Controller) ist ein Chip, der bei Computern den Datenfluss zwischen Prozessor und Arbeitsspeicher regelt.
Untergebracht ist der Speicherkontroller entweder direkt im Prozessor (Integrated Memory Controller – IMC) oder auf dem Mainboard, dort meistens in der Northbridge. Der Hersteller Intel platziert den Speicherkontroller seit der Intel Core i Serie direkt in der CPU, wie es bei AMD bereits seit Einführung der K8-Architektur der Fall ist. Auch beim IBM Power (seit der fünften Generation) und der Cell-Prozessorserie liegt der Speicherkontroller innerhalb des Prozessors.
Der Vorteil einer Unterbringung des Speicherkontrollers im Prozessor liegt in den kürzeren Wegen der Zugriffe. Der Chip kann so, im Vergleich zur Unterbringung auf dem Mainboard, direkt adressiert werden – ohne den Umweg über die Northbridge. Allerdings unterstützt ein Speicherkontroller nur bestimmte Speichertypen, somit legt seine Wahl und Bauweise den Speichertyp des Systems fest. Ist der Speicherkontroller im Prozessor integriert, hängt der unterstützte Speichertyp vom Prozessor ab; ist er hingegen auf dem Mainboard integriert, ist der verwendete Speicher vom Prozessor unabhängig, lediglich das Mainboard und dessen Chipsatz bestimmen den Speichertyp.

## Aufgabe
Der Speicherkontroller enthält Funktionen, um dynamischen Speicher (DRAM) zu lesen und zu beschreiben. Da DRAM ohne ständige Aktualisierung die gespeicherten Daten verliert, sorgt der Speicherkontroller für das Aktualisieren.
Bei mehrkanaligem Betrieb (Dual Channel oder Triple Channel) werden die Daten auf mehrere verschiedene Speicherbusse aufgeteilt. Hier übernimmt der Controller die transparente Ansteuerung und Zusammenführung aller Kanäle.